# Jacek Żemantowski

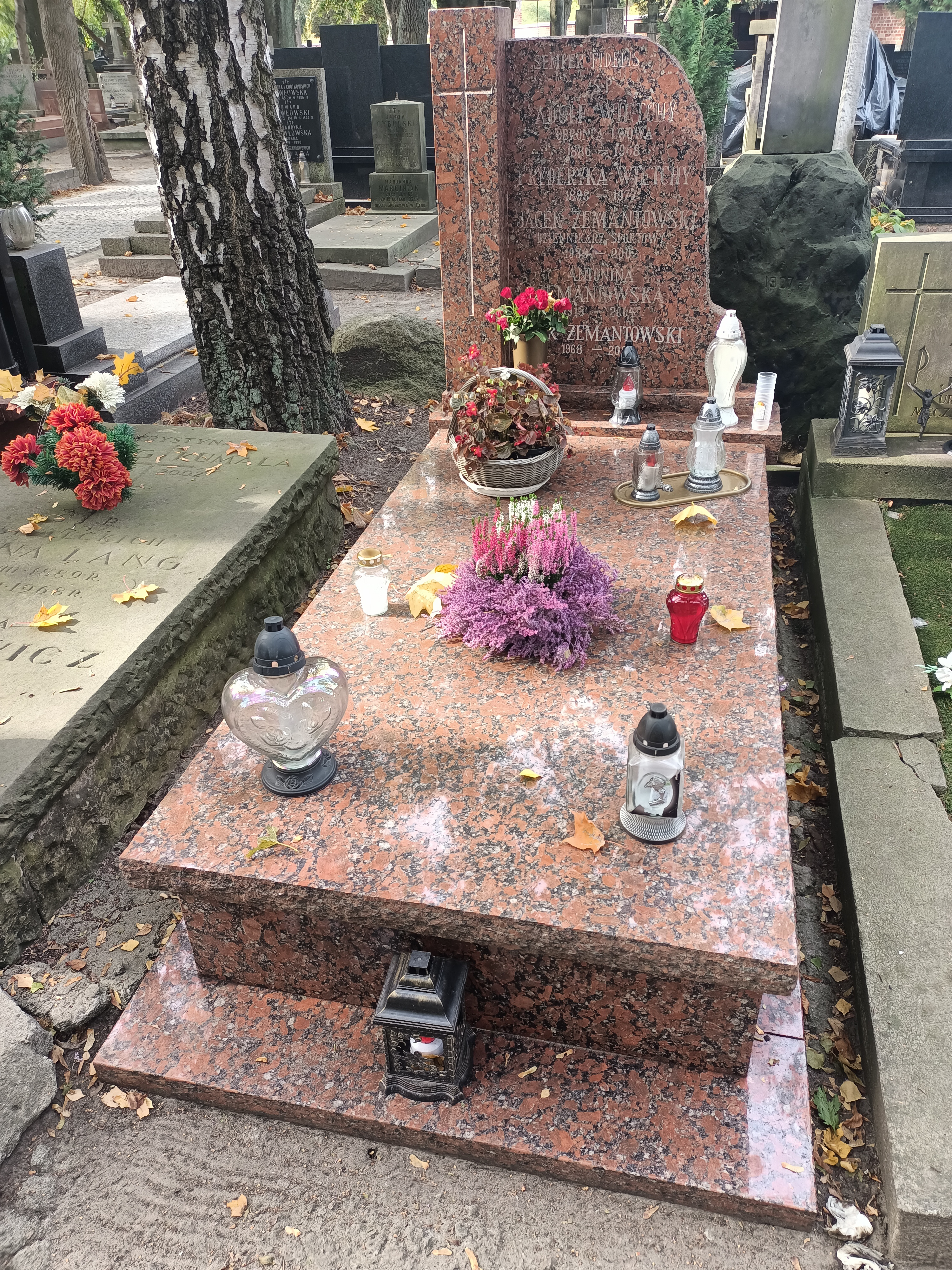
Grób Jacka Żemantowskiego na Cmentarzu Powązkowskim

Jacek Żemantowski (ur. 18 lutego 1939 w Stalowej Woli, zm. 4 czerwca 2002 w Warszawie) – polski dziennikarz i działacz sportowy.

## Życiorys
Lata dzieciństwa i młodości spędził w Radomiu. W 1956 został absolwentem Liceum Ogólnokształcącego im. Klementa Gottwalda w Warszawie.
Od najmłodszych lat uprawiał wiele dyscyplin sportowych, największe sukcesy odnosząc w szermierce i szachach. Pierwszy medal zdobył w roku 1954, zajmując wraz z drużyną DWP Warszawa II miejsce w drużynowych mistrzostw Polski w szachach. Kolejne sukcesy odniósł w barwach sekcji szermierki AZS AWF Warszawa: był m.in. mistrzem Warszawy w szpadzie (w roku 1961), brązowym medalistą Letniej Uniwersjady w Budapeszcie (w roku 1965) oraz siedmiokrotnym medalistą drużynowych mistrzostw Polski we florecie i szpadzie.
Jako dziennikarz zadebiutował w roku 1958. W roku 1961 ukończył studia na Wydziale Dziennikarstwa Uniwersytetu Warszawskiego, zaś pięć lat później, w roku 1966, został prezenterem redakcji sportowej TVP, z którą współpracował, z przerwami, do roku 1984. Był dwukrotnym laureatem prestiżowych nagród „Złotego Ekranu” (w latach 1968 i 1976) oraz „Złotego Pióra” (1964 i 1974). Jako dziennikarz współpracował z wieloma sportowymi – i nie tylko – redakcjami, m.in. „Expressu Wieczornego”, „Sztandaru Młodych”, „Razem”, „Lekkoatletyki” oraz „Sportowca”, którego redaktorem naczelnym był przez ponad 10 lat. Był scenarzystą i współrealizatorem (m.in. z Tomaszem Hopferem) trzech dokumentalnych filmów o tematyce sportowej.
W latach 1988–2000 (przez trzy kadencje bez przerwy) pełnił funkcję prezesa Polskiego Związku Szachowego. Był twórcą i dyrektorem „Akademii szachowej” oraz pomysłodawcą cyklicznych turniejów „Wakacje z szachami” oraz „Królewski Gambit Radomia” (nazwany później jego imieniem). W latach 1998–2000 był prezydentem Strefy Wschodnioeuropejskiej FIDE. W roku 1995 otrzymał tytuł Honorowego Członka PZSzach.
Zmarł nagle w wieku 63 lat.